# Тезии
Тезии (лат. Tesia) — род птиц из семейства ширококрылые камышевки. Ранее он был включён в семейство Sylviidae, однако по результатам более поздних исследований его поместили в семейство Cettiidae. У представителей данного рода длинные ноги. Их песни довольно громкие, а их гнёзда обычно имеют форму шара. Латинское название происходит от Tisi, непальского названия вида Tesia cyaniventer.

## Открытие
Род Tesia был выделен в 1837 году английским натуралистом Брайаном Хофтоном Ходжсоном. Типовой вид был обозначен как Tesia cyaniventer английским зоологом Джорджем Робертом Греем в 1847 году.

## Распространение и среда обитания
Представители данного рода имеют разрозненное распространение в Южной и Юго-Восточной Азии. Северные виды широко распространены в южном Китае, Бирме, северном Таиланде и Лаосе, а также в Индии, южном Непале и Вьетнаме; в то время, как остальные обитают на Яве и Малых Зондских островах в южной Индонезии.

## Описание
Длина представителей рода тезии колеблется от 7 до 10 см, а масса — от 6 до 12 г. У них длинные ноги. Оперение северных видов оливковые на спине и крыльях и серое на брюхе (у Tesia olivea более тёмное грифельное); у южных видов коричневые крылья и спина. У всех видов, кроме Tesia olivea, есть надбровье. Клюв у всех видов длинный и двухцветный.

## Виды
Международный союз орнитологов относит к роду 4 вида:
- Золотоголовая тезия Tesia olivea (McClelland, 1840)
- Желтобровая тезия Tesia cyaniventer Hodgson, 1837
- Яванская тезия Tesia superciliaris (Bonaparte, 1850)
- Tesia everetti (Hartert, 1897)